# Julia Weitbrecht
Julia Weitbrecht (* 1976 in Ostfildern) ist eine deutsche Germanistin, Literaturwissenschaftlerin und Hochschullehrerin.

## Leben und Wirken
Abstammend aus der Schorndorfer Linie der Verlegerfamilie Weitbrecht studierte Julia Weitbrecht nach ihrem Abitur von 1997 bis 2003 die Fächer Skandinavistik, Ältere Deutsche Literatur und Sprache an der Humboldt-Universität zu Berlin sowie Religionswissenschaften an der Freien Universität Berlin. Zwischenzeitlich absolvierte sie im Zeitraum 1999/2000 einen Europäischen Freiwilligendienst an der Sprachenschule in Kalø (Sproghøjskole på Kalø) in Dänemark. Im Jahr 2003 schloss sie an der Humboldt-Universität ihr Studium im Fach Skandinavistik mit einem Magistra Artium ab.
Nach einer anschließenden kurzen Tätigkeit am Institut für Germanistik der TU Dresden wurde sie von 2005 bis 2012 als wissenschaftliche Mitarbeiterin wieder an der HU Berlin übernommen, wo sie zwischenzeitlich im Jahr 2009 im Fach Ältere Deutsche Literatur zum Dr. phil. promovierte. Im Wintersemester 2012 übernahm sie eine Vertretungsprofessur für Ältere Deutsche Literatur und Sprache an der Georg-August-Universität Göttingen und wirkte anschließend wieder als wissenschaftliche Mitarbeiterin an der Forschungsbibliothek Gotha, im Zentrum für Mittelalter- und Frühneuzeitforschung an der Universität Göttingen und als Postdoc-Stipendiatin an der Friedrich Schlegel-Graduiertenschule für literaturwissenschaftliche Studien der FU Berlin.
Danach erhielt Weitbrecht von 2014 bis 2020 eine Stelle als Juniorprofessorin für Deutsche Literatur des späten Mittelalters und der Frühen Neuzeit an der Christian-Albrechts-Universität zu Kiel und übernahm während dieser Zeit im Wintersemester 2018 erneut eine Vertretungsprofessur für ältere deutsche Literatur an der Johann Wolfgang Goethe-Universität Frankfurt am Main. Schließlich folgte sie im März 2020 einem Ruf an die Universität zu Köln, wo sie als ordentliche Professorin den Lehrstuhl für Ältere Deutsche Sprache und Literatur mit Schwerpunkt Literatur des Früh- und Hochmittelalters im europäischen Kontext übernahm.
Weitbrechts wissenschaftlicher Schwerpunkt liegt unter anderem auf dem Gebiet der religiösen Textkulturen des Mittelalters, im Besonderen der Hagiographie und der Visionsliteratur sowie auf Jenseitsreisen und Legendensammlungen. Ein weiterer Themenschwerpunkt ihrer Arbeit sind Studien zur Medialität und Materialität mittelalterlicher Literatur und zur historischen Narratologie sowie zur Antikenrezeption und -transformation.
Weitbrecht ist Mitglied im Deutschen Germanistenverband, in der Internationalen Vereinigung für Germanische Sprach- und Literaturwissenschaft und im Mediävistenverband sowie in der Wolfram von Eschenbach-Gesellschaft und im Netzwerk „Cultural and Literary Animal Studies“ der Universität zu Frankfurt am Main.

## Schriften (Auswahl)
- Aus der Welt : Reise und Heiligung in Legenden und Jenseitsreisen der Spätantike und des Mittelalters, Dissertation, Winter-Verlag, Heidelberg 2011, ISBN 978-3-8253-5757-3.
- Legendarisches Erzählen : Optionen und Modelle in Spätantike und Mittelalter. Zusammen mit Maximilian Benz, Andreas Hammer, Elke Koch, Nina Nowakowski, Stephanie Seidl und Johannes Traulsen, Erich Schmidt Verlag, Berlin 2019, ISBN 978-3-503-18800-0.
- Zusammen mit Bernd Roling: Das Einhorn. Geschichte einer Faszination. Hanser Verlag, München 2023, ISBN 978-3-446-27610-9.

### Herausgaben
- Askese und Identität in Spätantike, Mittelalter und Früher Neuzeit. Werner Röcke (Hrsg.), De Gruyter, Berlin Boston 2010, ISBN 978-3-11-022837-3
- Transformation : ein Konzept zur Erforschung kulturellen Wandels. Fink Verlag, Paderborn 2011, ISBN 978-3-7705-5261-0
- Antikes erzählen : Narrative Transformationen von Antike in Mittelalter und Früher Neuzeit. De Gruyter, Berlin Boston 2013, ISBN 978-3-11-028612-0
- Zwischen Ereignis und Erzählung : Konversion als Medium der Selbstbeschreibung in Mittelalter und Früher Neuzeit, De Gruyter, Berlin 2016, ISBN 978-3-11-046882-3
- Die Zeit der letzten Dinge : Deutungsmuster und Erzählformen des Umgangs mit Vergänglichkeit in Mittelalter und Früher Neuzeit, V & R Unipress GmbH, Kiel 2020, ISBN 978-3-8470-1097-5